# 格林威治 (伊利諾伊州)
格林威治（英語：Greenwich）是位於美國伊利諾伊州坎卡基縣的一個非建制地區。該地的面積和人口皆未知。

## 地理
格林威治的座標為41°07′06″N 87°55′37″W / 41.11833°N 87.92694°W，而該地的平均海拔高度為190米（即623英尺）。